# Posta ve Telgraf Teşkilatı
La Posta ve Telgraf Teşkilatı ("Organizzazione delle Poste e Telegrafi"), in sigla PTT, è l'azienda di servizi postali e telegrafici della Turchia.

## Storia
La creazione del servizio postale dell'Impero ottomano risale al 1840, quando fu fondato il Postahane-i Amire (Ministero delle Poste). I suoi primi responsabili erano dei traduttori che dovevano tradurre gli indirizzi nelle lingue di destinazione diverse dal turco. Il primo ufficio postale aveva sede nel cortile della Yeni Cami di Istanbul.
Nel 1843, ovvero dopo undici anni dall'invenzione di Morse, iniziò il servizio telegrafico; la distinta Direzione dei telegrafi verrà istituita nel 1855 per gestire questo servizio.
Nel 1871 il Ministero delle Poste e la Direzione dei Telegrafi furono riuniti nel Ministero delle Poste e Telegrafi.
Nel 1876 fu collegata la rete di trasporti postali internazionali. Da allora in poi furono accettati pacchi e denaro.
Nel 1909 fu aperto a Istanbul il primo centralino telefonico manuale. Conseguentemente il Ministero delle Poste e Telegrafi divenne Ministero delle Poste e Telegrafi e Telefoni. Il marchio era Posta Telgraf Telefon, in sigla PTT.
Nel 1913 il ministero fu trasformato nella Direzione delle Poste, Telegrafi e Telefoni del Ministero degli Interni. Nel 1933 la Direzione passò alle dipendenze del Ministero dei Lavori Pubblici e nel 1939 entrò a far parte del Ministero dei Trasporti stradali, marittimi e delle comunicazioni.
Nel 1954 la Direzione generale delle Poste, Telegrafi e Telefoni divenne un' "Impresa economica di stato". Nel 1984 cambiò statuto in quello di ente pubblico economico.
Nel 1995 la PTT fu separata in due enti: i telefoni e le altre telecomunicazioni furono trasferite alla Türk Telekom, presto privatizzata, mentre le poste e telegrafi rimanevano al vecchio ente, il quale nel 2000 è stato ribattezzato Posta ve Telgraf Teşkilatı, per conservare la sigla PTT.

## PTT in cifre
Dati del 2011
- Uffici postali in Turchia: circa 5.000
- Lettere e pacchi inviati in Turchia: 993 milioni
- Lettere e pacchi inviati all'estero: 15 milioni
- Trasferimenti di denaro: 38 milioni di lire turche
- Telegrammi: 1.547.000

## Galleria d'immagini

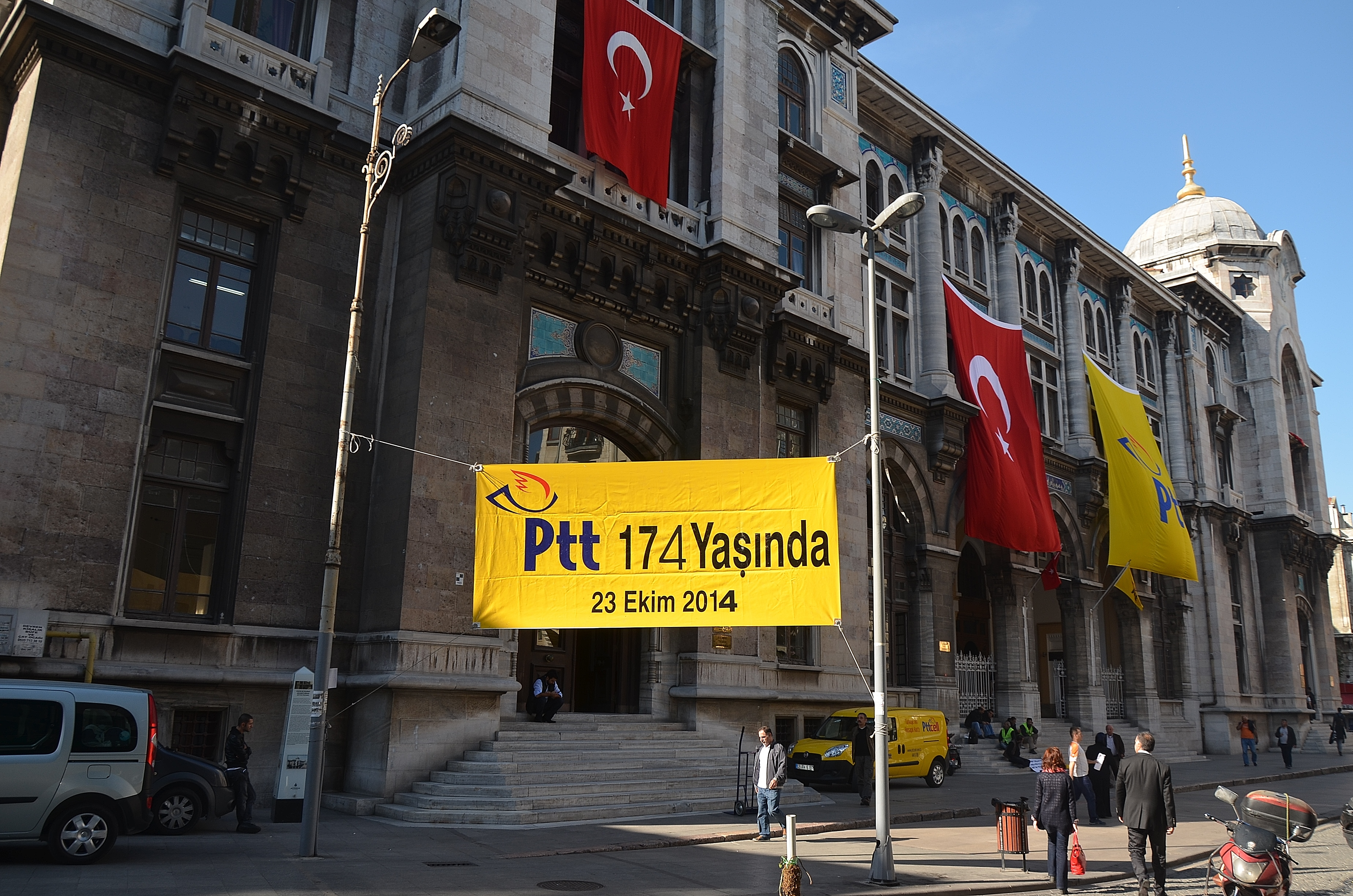
Ufficio postale centrale di Istanbul.
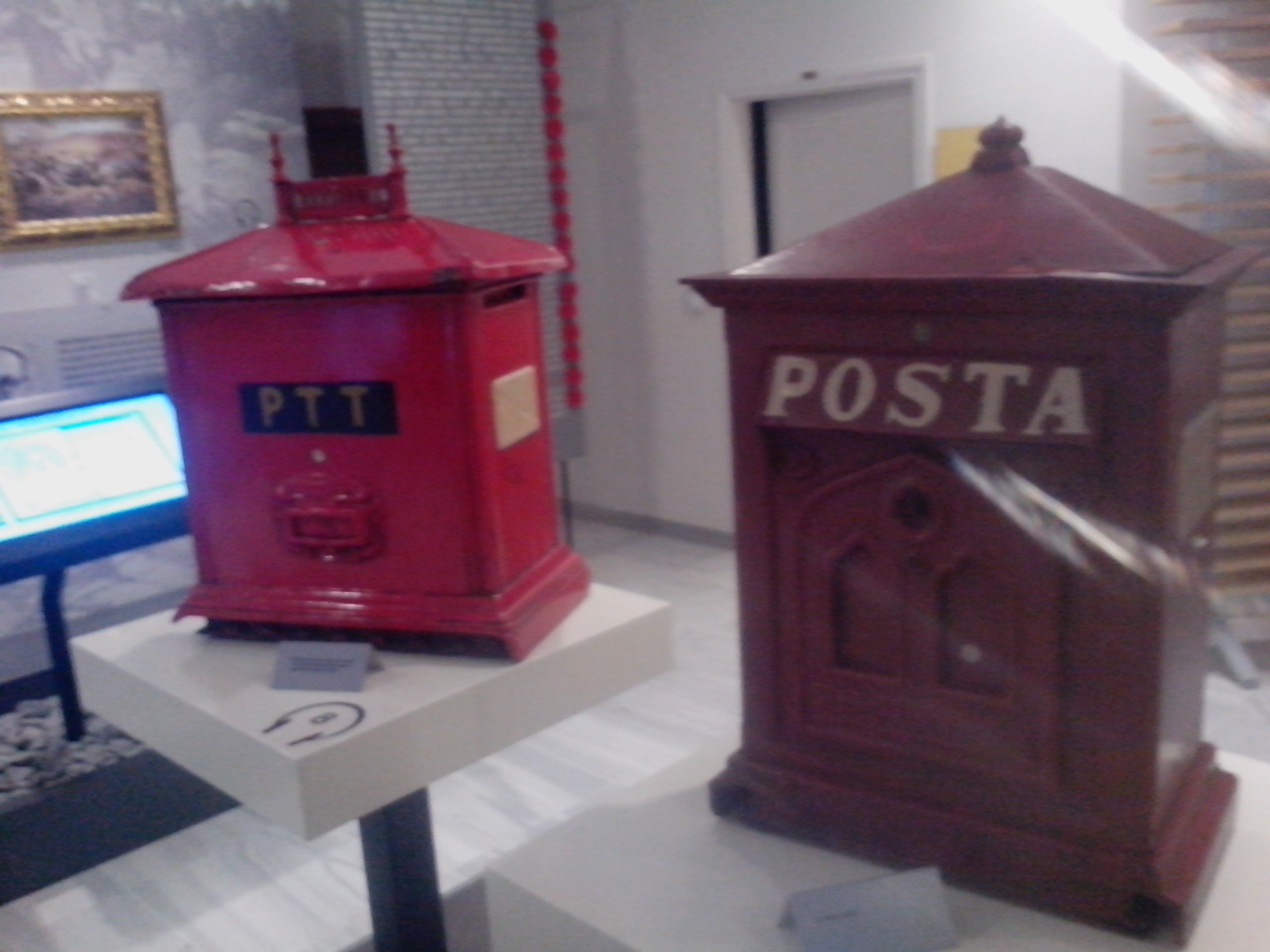
Cassette postali degli anni quaranta.
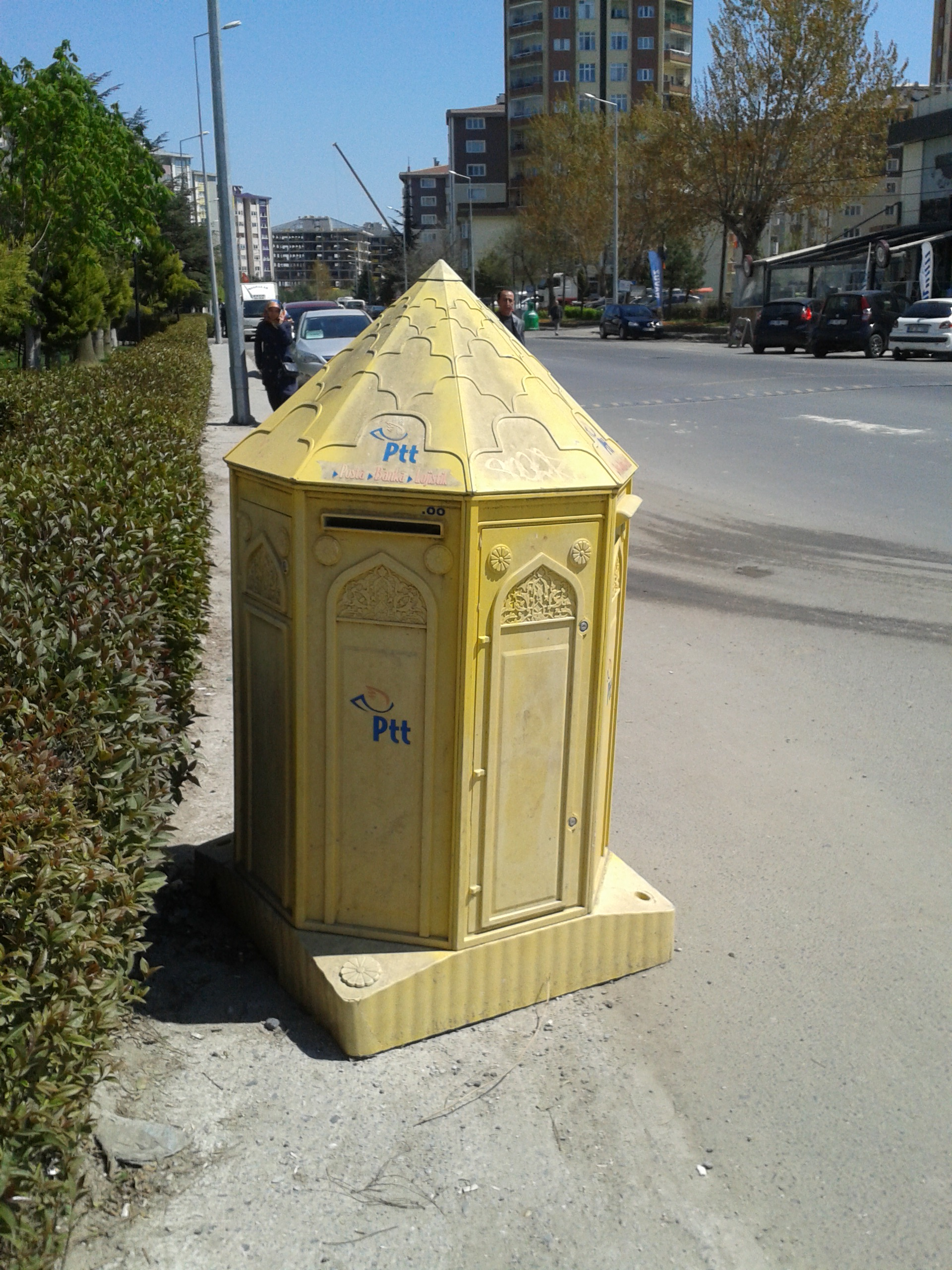
Cassetta postale moderna.